# Jana Feldkamp
Jana Feldkamp (Dinslaken, 1998. március 15. –) német női korosztályos válogatott labdarúgó, aki jelenleg az SGS Essen játékosa.

## Pályafutása

### Klub
2004-ben kezdett megismerkedni a labdarúgás alapjaival az STV Hünxe csapatánál, majd 2011-ben igazolt át az SGS Essen együtteséhez. Itt mutatkozott be az élvonalban az első csapatban 2015-ben. Február 22-én az FF USV Jena ellen debütált csereként, a 88. percben váltotta Madeline Giert. Március 1-jén első gólját is megszerezte a Herforder SV ellen. A szezon során 7 bajnoki mérkőzésen lépett pályára.
2017 júliusában a Fritz Walter-medál elismerésben részesült.

### Válogatott
Az U20-as válogatott tagjaként részt vett a 2006-os és a 2018-as U20-as női labdarúgó-világbajnokságon.

## Sikerei, díjai

### Egyéni
- Fritz Walter-medál – aranyérmes: 2017